# Papier photo pour impression numérique
 (avril 2024).
La mise en forme du texte ne suit pas les recommandations de Wikipédia : il faut le « wikifier ».
Les points d'amélioration suivants sont les cas les plus fréquents. Le détail des points à revoir est peut-être précisé sur la page de discussion.
- Les titres sont pré-formatés par le logiciel. Ils ne sont ni en capitales, ni en gras.
- Le texte ne doit pas être écrit en capitales (les noms de famille non plus), ni en gras, ni en italique, ni en « petit »…
- Le gras n'est utilisé que pour surligner le titre de l'article dans l'introduction, une seule fois.
- L'italique est rarement utilisé : mots en langue étrangère, titres d'œuvres, noms de bateaux, etc.
- Les citations ne sont pas en italique mais en corps de texte normal. Elles sont entourées par des guillemets français : « et ».
- Les listes à puces sont à éviter, des paragraphes rédigés étant largement préférés. Les tableaux sont à réserver à la présentation de données structurées (résultats, etc.).
- Les appels de note de bas de page (petits chiffres en exposant, introduits par l'outil «  Source ») sont à placer entre la fin de phrase et le point final[comme ça].
- Les liens internes (vers d'autres articles de Wikipédia) sont à choisir avec parcimonie. Créez des liens vers des articles approfondissant le sujet. Les termes génériques sans rapport avec le sujet sont à éviter, ainsi que les répétitions de liens vers un même terme.
- Les liens externes sont à placer uniquement dans une section « Liens externes », à la fin de l'article. Ces liens sont à choisir avec parcimonie suivant les règles définies. Si un lien sert de source à l'article, son insertion dans le texte est à faire par les notes de bas de page.
- La présentation des références doit suivre les conventions bibliographiques. Il est recommandé d'utiliser les modèles {{Ouvrage}}, {{Chapitre}}, {{Article}}, {{Lien web}} et/ou {{Bibliographie}}. Le mode d'édition visuel peut mettre en forme automatiquement les références.
- Insérer une infobox (cadre d'informations à droite) n'est pas obligatoire pour parachever la mise en page.

Pour une aide détaillée, merci de consulter Aide:Wikification.
Si vous pensez que ces points ont été résolus, vous pouvez retirer ce bandeau et améliorer la mise en forme d'un autre article.

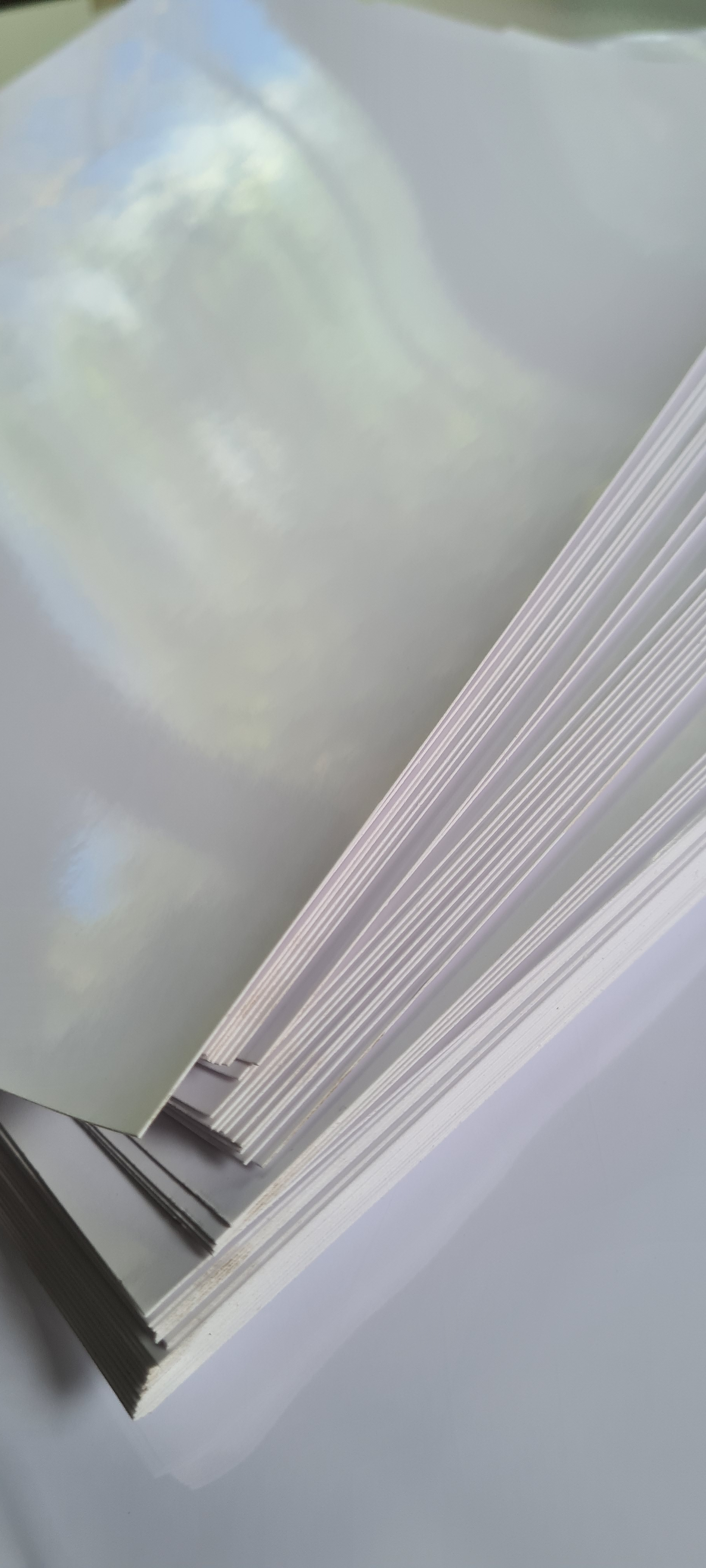
Papier photo finition brillante

Le papier photo pour impression numérique est un support spécialement conçu pour l'impression d'images à l'aide d'imprimantes numériques. Il est largement utilisé par les photographes amateurs et professionnels pour produire des tirages de haute qualité.

## Caractéristiques
Le papier photo pour impression numérique présente plusieurs caractéristiques clés :
- Revêtement spécial : Il est souvent revêtu d'un enduit microporeux qui absorbe l'encre de manière uniforme, permettant ainsi d'obtenir des images nettes et détaillées.
- Finitions variées : Disponible dans une gamme de finitions telles que brillante, satinée, mate et métallique, le papier photo pour impression numérique offre aux utilisateurs la possibilité de choisir la texture qui convient le mieux à leurs besoins artistiques[3].
- Formats et poids : Il est disponible dans une variété de formats de papier standard tels que A4, A3, 4x6 pouces, etc., ainsi que dans différents poids, généralement exprimés en grammes par mètre carré (g/m²).
- Compatibilité avec les encres : Conçu pour fonctionner avec une variété d'encres, notamment les encres à pigment et les encres à colorants, le papier photo pour impression numérique offre une reproduction fidèle des couleurs et des détails de l'image.

## Avantages
L'utilisation du papier photo pour impression numérique présente plusieurs avantages :
- Qualité d'impression supérieure : Il permet d'obtenir des impressions de haute qualité avec une résolution et une précision exceptionnelles, reproduisant fidèlement les couleurs et les détails de l'image originale.
- Durabilité : Les impressions sur papier photo pour impression numérique sont généralement durables et résistantes à la décoloration, ce qui garantit une longue conservation des tirages.
- Polyvalence : Il convient à une large gamme d'applications, notamment la photographie artistique, les tirages de portraits, les expositions d'art[4],les albums photo, création des étiquettes star, d'emballages, etc.

## Utilisation
Pour obtenir les meilleurs résultats lors de l'impression sur du papier photo pour impression numérique, il est recommandé de suivre quelques bonnes pratiques :
1. Calibration de l'imprimante : Assurez-vous que votre imprimante est correctement calibrée pour garantir une reproduction précise des couleurs.
2. Choix du bon profil couleur : Sélectionnez le profil couleur approprié dans les paramètres d'impression en fonction du type de papier photo que vous utilisez[5].
3. Manipulation avec précaution : Manipulez le papier photo avec précaution pour éviter les traces de doigts et les dommages pendant le processus d'impression.
4. Séchage complet : Laissez les impressions sécher complètement avant de les manipuler pour éviter les bavures d'encre.

## Conclusion
Le papier photo pour impression numérique est un choix populaire parmi les photographes pour son excellente qualité d'impression, sa durabilité et sa polyvalence. En offrant une reproduction fidèle des images avec une résolution élevée, il contribue à mettre en valeur le travail artistique et à créer des souvenirs durables.